# Tilgergewicht
Das Tilgergewicht ist ein Bauteil der Kraftfahrzeugtechnik und bezeichnet ein zusätzlich angebrachtes Gewicht auf einer rotierenden Welle (Antriebswelle), das Schwingungen unterdrücken (tilgen) soll. Durch den Einsatz des Tilgergewichtes wird die Masse der Welle erhöht und die  Resonanzfrequenz gesenkt, womit schädliche Schwingungen unterdrückt werden, die ansonsten die Lenkung oder das Fahrwerk beeinflussen könnten. Im Extremfall könnte auch die Welle oder der Motor beschädigt werden.